# Bruchus viciae
Bruchus viciae es una especie de escarabajo del género Bruchus, familia Chrysomelidae. Fue descrita científicamente por Olivier en 1795.
Habita en Francia, Austria, España, Italia, Grecia, Bulgaria, Montenegro, Macedonia, Rumania y Turquía.